# Liste der argentinischen Botschafter im Libanon
Die argentinische Botschaft im Libanon befindet sich in der Rue Fouad 1er. no 121, Beirut
| Ernannt / Akkreditiert | Name                      | Bemerkungen     | ernannt während der Regierung von | akkreditiert bei      | Posten verlassen |
| ---------------------- | ------------------------- | --------------- | --------------------------------- | --------------------- | ---------------- |
| 1949                   | Francisco Arias Cuenca    |                 | Juan Perón                        | Riad as-Solh          |                  |
| 1949                   | Carlos R. Piñeyro         |                 | Juan Perón                        | Riad as-Solh          | 1953             |
| 1952                   | Santiago Caffuri          |                 | Juan Perón                        | Chalid Schihab        |                  |
| 1956                   | Carlos María Bollini Shaw |                 | Eduardo Lonardi                   | Abdullah Aref al-Yafi | 1959             |
| 1961                   | Roberto Tomás Dalton      |                 | Arturo Frondizi                   | Saeb Salam            |                  |
| 1967                   | Enrique Quintana Achával  |                 | Juan Carlos Onganía               | Rashid Karami         |                  |
| 1974                   | Frederico Jorge Romero    | Geschäftsträger | Isabel Martínez de Perón          | Takieddin as-Solh     |                  |
| 1982                   | Luis Raul de la Vega      |                 | Alfredo Saint Jean                | Shafik Wazzan         | 1989             |
| 1988                   | Guillermo de la Plaza     |                 | Raúl Alfonsín                     | Michel Aoun           |                  |
| 1992                   | Juan Ángel Faraldo        |                 | Carlos Menem                      | Rashid as-Solh        |                  |
| 2000                   | José Pedro Pico           |                 | Fernando de la Rúa                | Rafiq al-Hariri       |                  |
| 6. Aug. 2013           | Ricardo Segundo Larriera  | [ 1 ]           | Cristina Fernández de Kirchner    | Saad Hariri           |                  |